# Vosecký rybník
Vosecký rybník je rybník a přírodní památka jihozápadně od Střížovic v okrese Jindřichův Hradec v Jihočeském kraji. Předmětem ochrany v přírodní památce jsou rostlinná společenstva obnažených den s puchýřkou útlou, dalšími rostlinami a s výskytem několika druhů obojživelníků.

## Historie
Od začátku 21. století na Voseckém rybníku hospodaří Rybářství Kardašova Řečice, které jej využívá k chovu tzv. zadržené násady kapra. Chráněné území vyhlásil Krajský úřad Jihočeského kraje v kategorii přírodní památka s účinností od 27. května 2022.

## Přírodní poměry
Přírodní památka s rozlohou 7,1 hektarů leží v nadmořské výšce 530–534 metrů v katastrálním území Střížovice u Kunžaku.

### Abiotické poměry
Geologické podloží tvoří úzký pás metamorfovaných hornin moldanubika zastoupených migmatizovanou biotitickou a sillimanit-biotitickou pararulou. V geomorfologickém členění Česka přírodní památka leží v Javořické vrchovině, konkrétně v jejím podcelku Novobystřická vrchovina a okrsku Člunecká pahorkatina. Okolní krajina má plochý až mírně zvlněný reliéf s táhlými svahy. Vyvinul se zde půdní typ kambizem kyselá a v těsném okolí rybníka glej typický.
Samotný rybník má písčité dno a plochu 6,9 hektaru, z níž využitelná vodní plocha tvoří 5,8 hektaru a 1,1 hektaru připadá na litorální pásmo. Hloubka dosahuje nejvýše tři metry, ale v průměru je pouze 0,5 metru. Rybník je součástí složité rybniční soustavy tvořené více než dvaceti rybníky a napájí jej drobný Lomský potok, který patří k povodí Lužnice.
V rámci Quittovy klasifikace podnebí se přírodní památka nachází v mírně teplé oblasti MT7, pro niž jsou typické průměrné teploty −2 až −3 °C v lednu a 16–17 °C v červenci. Roční úhrn srážek dosahuje 650–750 milimetrů, počet letních dnů je třicet a čtyřicet, mrazových dnů 110–130 a sníh v ní leží šedesát až osmdesát dnů v roce.

### Flóra
Na obnaženém rybničním dně roste vitální populace silně ohrožené puchýřky útlé (Coleanthus subtilis). Ze vzácnějších rostlin byly v době před vyhlášením chráněného území ve stejném prostředí nalezeny ostřice šáchorovitá (Carex bohemica) a bahnička vejčitá (Eleocharis ovata).

### Fauna
Rybník poskytuje životní prostředí pro řadu obojživelníků. Největší populaci s počty až stovek jedinců v něm má skokan zelený (Pelophylax esculentus). V menších počtech se zde vyskytuje skokan hnědý (Rana temporaria) a ropucha obecná (Bufo bufo). Akusticky byla doložena přítomnost kuňky obecné (Bombina bombina) a vzácně také blatnice skvrnité (Pelobates fuscus). Ve vodě žije malá populace čolka obecného (Lissotriton vulgaris). Z ptáků byli pozorováni dva jedinci kopřivky obecné (Anas strepera), ale hnízdění zde prokázáno nebylo.

## Ochrana přírody
Předmětem ochrany je společenstvo vegetace obnažených den s bahničkou vejčitou a ostřicí šáchorovitou, které pokrývá asi 70 % rozlohy chráněného území. Cílem ochranných opatření je udržení vitální populace pýchýřky útlé a dalších typických druhů rostlin mezotrofních letněných rybníků. Chráněné území se překrývá se stejnojmennou evropsky významnou lokalitou.